# 가평 현등사 함허당득통탑 및 석등
가평 현등사 함허당득통탑 및 석등(加平 懸燈寺 涵虛堂得通塔 및 石燈)은 대한민국 경기도 가평군 하면 현등사에 있는, 조선초인 1411년에 현등사를 중창했던 함허대사의 승탑 및 석등이다. 2004년 11월 29일 경기도의 유형문화재 제199호로 지정되었다.

## 개요
탑과 석등은 조선초인 1411년에 현등사를 중창했던 함허대사의 사리탑으로 경내에서 약간 떨어진 서남쪽에 있는 팔각원당형부도(八角圓堂型浮屠)로 높이는 약 266cm이다.
둥근 탑신에 함허무준(涵虛無準)이 가로로 음각된 것이 아니라 세로로 함허당득통이라고 전서(篆書)로 음각되어 있다. 팔각형의 지대석 위에 2단의 8각형 기단을 두어 전체적으로 3단의 기단위에 둥근 탑신을 올려놓은 듯한 모습이다. 옥개석은 8모지붕으로 물매가 급하며 처마끝까지 반전없이 그대로 내려간다. 상륜부에는 하단의 돌로 노반과 복발을 만들었으며 보륜과 보주도 역시 하나의 돌이다. 함허대사가 입적할 때가 1433년이고, 이로부터 멀지않은 시기에 조성되었을 것이므로 이 부도는 조선초기 부동의 양식을 살피는데 중요한 자료이다. 부도의 앞에는 높이 120cm의 규모가 매우 작은 석등이 있다. 이와같이 부도 앞에 석등이 배치되는 예는 고려말~조선초의 부도에서 찾을 수 있다.
전체형태가 평면적인 방형으로 되어있어 마치 조선시대에 유행한 장명등(長明燈)과 비슷하다. 석등몸체에는 涵虛라는 글이 새겨져있다고 하나 마멸이 심해 확인할 수는 없다

## 같이 보기
- 함허대사

## 참고 문헌
- 현등사함허당득통탑및석등 - 국가유산청 국가유산포털